# Championnat du Salvador de football 1995-1996
Navigation
Saison précédente Saison suivante
La Primera División 1995-1996 est la quarante-cinquième édition de la première division salvadorienne.
Lors de ce tournoi, le Club Deportivo FAS a conservé son titre de champion du Salvador face aux neuf meilleurs clubs salvadoriens.
Chacun des dix clubs participant était confronté quatre fois aux neuf autres équipes. Puis les six meilleurs se sont affrontés lors d'une phase finale à la fin de la saison.
Seulement deux places étaient qualificatives pour la Coupe des champions de la CONCACAF, deux places pour le Tournoi des Géants d'Amérique Centrale et une place pour la Coupe des vainqueurs de coupe de la CONCACAF.

## Les 10 clubs participants
| \| CD Águila CD Dragon CD Águila CD Dragon Club Deportivo FAS CD Municipal Limeño CD Luis Ángel Firpo Alianza FC Atlético Marte CD El Roble CD Tiburones AD El Transito \| Localisation des clubs engagés dans le championnat. |
| CD Águila CD Dragon CD Águila CD Dragon Club Deportivo FAS CD Municipal Limeño CD Luis Ángel Firpo Alianza FC Atlético Marte CD El Roble CD Tiburones AD El Transito                                                           |

| Club                | Stade                        | Capacité          | Ville              |
| CD Águila           | Stade Juan Francisco Barraza | 10 000            | San Miguel         |
| Alianza FC          | Stade Cuscatlán              | 45 925            | San Salvador       |
| CD Dragon           | Stade Juan Francisco Barraza | 10 000            | San Miguel         |
| Club Deportivo FAS  | Stade Oscar Quiteño          | 15 000            | Santa Ana          |
| CD Municipal Limeño | Stade Jose Ramon Flores      | 5 000             | Santa Rosa de Lima |
| CD Luis Ángel Firpo | Stade Sergio Torres          | 5 000             | Usulután           |
| CD Atlético Marte   | Stade Cuscatlán              | 45 925            | San Salvador       |
| CD El Roble         | Stade Mauricio Vides         | 4 000             | Ilobasco           |
| CD Tiburones        | Stade inconnu                | Capacité inconnue | Acajutla           |
| AD El Transito      | Stade Hanz Usko              | 3 000             | La Libertad        |

## Compétition
La compétition se déroule en deux phases :
- La phase de qualification : les trente-six journées de championnat.
- La phase finale : les matchs à élimination directe allant des quarts de finale à la finale.

### Phase de qualification
Lors de la phase de qualification les dix équipes affrontent à quatre reprises les neuf autres équipes selon un calendrier tiré aléatoirement.
Les six meilleures équipes sont qualifiées pour les quarts de finale.
Le classement est établi sur le barème de points classique (victoire à 3 points, match nul à 1, défaite à 0).
Le départage final se fait selon les critères suivants :
- Le nombre de points.
- Le nombre de points particulier.
- La différence de buts particulière.
- La différence de buts générale.
- Le nombre de buts marqués.

#### Classement initial
| Rang | Équipe                 | Pts | J  | G  | N  | P  | Bp | Bc | Diff |
| ---- | ---------------------- | --- | -- | -- | -- | -- | -- | -- | ---- |
| 1    | Club Deportivo FAS (T) | 68  | 36 | 21 | 5  | 10 | 66 | 36 | +30  |
| 2    | CD Luis Ángel Firpo    | 64  | 36 | 18 | 10 | 8  | 59 | 35 | +24  |
| 3    | CD Águila              | 63  | 36 | 18 | 9  | 9  | 54 | 33 | +21  |
| 4    | CD Atlético Marte      | 53  | 36 | 14 | 11 | 11 | 57 | 52 | +5   |
| 5    | CD Municipal Limeño    | 46  | 36 | 11 | 13 | 12 | 36 | 40 | -4   |
| 6    | AD El Transito         | 44  | 36 | 11 | 11 | 14 | 48 | 51 | -3   |
| 7    | CD Dragon (P)          | 42  | 36 | 11 | 9  | 16 | 48 | 58 | -10  |
| 8    | CD El Roble            | 42  | 36 | 10 | 12 | 14 | 45 | 61 | -16  |
| 9    | Alianza FC             | 39  | 36 | 10 | 9  | 17 | 34 | 42 | -8   |
| 10   | CD Tiburones           | 31  | 36 | 8  | 7  | 21 | 31 | 70 | -39  |

| Légende : Qualifications et relégations | Légende : Qualifications et relégations                                                         |
| --------------------------------------- | ----------------------------------------------------------------------------------------------- |
|                                         | Coupe des vainqueurs de coupe de la CONCACAF 1997 (1er Tour) Qualifié pour les quarts de finale |
|                                         | Qualifié pour les quarts de finale                                                              |
|                                         | Relégué en Segunda División                                                                     |
|                                         | (T) : Tenant du titre (P) : Promu de la saison 1994-1995                                        |

### La phase finale
Les six équipes qualifiées sont réparties dans le tableau final d'après leur classement général.
En cas d'égalité sur la somme des deux matchs, une prolongation et une séance de tirs au but ont éventuellement lieu.

#### Quarts de finale
| Club                | Aller | Retour | Club                | Commentaire       |
| Club Deportivo FAS  | 1-0   | 4-0    | AD El Transito      |                   |
| CD Águila           | 2-0   | 1-1    | CD Atlético Marte   |                   |
| CD Luis Ángel Firpo | 1-1   | 1-1    | CD Municipal Limeño | Tirs au but : 2-1 |

#### Tableau final
|  |                     |            |                     |            |            |                    |     |        |        |        |        |        |
|  | 1/2 finale          | 1/2 finale | 1/2 finale          | 1/2 finale | 1/2 finale |                    |     | Finale | Finale | Finale | Finale | Finale |
|  |                     |            |                     |            |            |                    |     |        |        |        |        |        |
|  |                     |            |                     |            |            |                    |     |        |        |        |        |        |
|  | Club Deportivo FAS  | (1)        | 1                   | 0          | 3          |                    |     |        |        |        |        |        |
|  | Club Deportivo FAS  | (1)        | 1                   | 0          | 3          |                    |     |        |        |        |        |        |
|  | CD Municipal Limeño | (5)        | 0                   | 1          | 1          |                    |     |        |        |        |        |        |
|  | CD Municipal Limeño | (5)        | 0                   | 1          | 1          | Club Deportivo FAS | (1) | 1      | 1      |        |        |        |
|  |                     |            |                     |            |            | Club Deportivo FAS | (1) | 1      | 1      |        |        |        |
|  |                     |            | CD Luis Ángel Firpo | (2)        | 1          | 0                  |     |        |        |        |        |        |
|  | CD Águila           | (3)        | CD Luis Ángel Firpo | (2)        | 1          | 0                  | 1   | 1      |        |        |        |        |
|  | CD Águila           | (3)        |                     |            |            |                    | 1   | 1      |        |        |        |        |
|  | CD Luis Ángel Firpo | (2)        | 1                   | 2          |            |                    |     |        |        |        |        |        |
|  | CD Luis Ángel Firpo | (2)        | 1                   | 2          |            |                    |     |        |        |        |        |        |

#### Demi-finales
| Club               | Aller | Retour | Club                | Commentaire        |
| Club Deportivo FAS | 1-0   | 0-1    | CD Municipal Limeño | Prolongation : 3-1 |
| CD Águila          | 1-1   | 1-2    | CD Luis Ángel Firpo |                    |

#### Finale
| 19 mai 1996 | CD Luis Ángel Firpo | 1:1 | Club Deportivo FAS | Stade Cuscatlán |  |
|             | Oseguera            |     | Guthrie            |                 |  |

| 26 mai 1996 | Club Deportivo FAS | 1:0 | CD Luis Ángel Firpo | Stade Cuscatlán |
|             | Gámez              |     |                     |                 |

## Bilan du tournoi
| Tableau d'Honneur          |                    |
| Compétition                | Vainqueur          |
| Primera División 1995-1996 | Club Deportivo FAS |

| Qualifications continentales 1996-1997       |                                        |
| Coupe des champions de la CONCACAF           | Qualifiés                              |
| Premier tour de qualification                | Club Deportivo FAS CD Luis Ángel Firpo |
| Coupe des vainqueurs de coupe de la CONCACAF | Qualifiés                              |
| Premier tour                                 | Club Deportivo FAS                     |
| Tournoi des Géants d'Amérique Centrale       | Qualifiés                              |
| Phase de Groupe (en)                         | CD Águila Alianza FC                   |

| Promotions et relégations   |              |
| Relégué en Segunda División | CD Tiburones |
| Promu de Segunda División   | Once Lobos   |